# Пам'ятки історії Малинського району
У Малинському районі Житомирської області на обліку перебуває 79 пам'яток історії.
| №п/п | Охоронний номер | Найменування пам'ятки | Адреса                                                                                           | Рік       | Автор                                                                                  | № рішення про взяття на державний облік | Фото |
| ---- | --------------- | --- | ------------------------------------------------------------------------------------------------ | --------- | -------------------------------------------------------------------------------------- | --------------------------------------- | ---- |
| 1.   | 819             | Група братських (7) та індивідуальних (1) могил радянських воїнів та підпільників. Поховано 615 чол. | м. Малин, Малинська міська рада. Парк культури.                                                  | 1959      | —                                                                                      | № 442 від 29.09.1969 р.                 |      |
| 2.   | 819(а)          | Братська могила учасників малинського підпілля, серед яких похована Сосніна Н. І. — Герой Радянського Союзу. Поховано 3 чол. | м. Малин, у парку культури                                                                       | 1959      | —                                                                                      | № 442 від 29.09.1969 р.                 |      |
| 3.   | 819(б)          | Могила Тараскіна П. А. — Героя Радянського Союзу. | м. Малин, у парку культури.                                                                      | 1959      | —                                                                                      | № 442 від 29.09.1969 р.                 |      |
| 4.   | 820             | Братська могила радянських воїнів. Поховано 650 чол. | м. Малин, на кладовищі                                                                           | 1965      | —                                                                                      | № 442 від 29.09.1969 р.                 |      |
| 5.   | 838             | Будинок, в якому жила Сосніна Н. І. — Герой Радянського Союзу. | м. Малин, вул. Леніна,13/5                                                                       | —         | —                                                                                      | № 442 від 29.09.1969 р.                 |      |
| 6.   | 1639            | Пам'ятник на честь 50-річчя піонерської організації. | м. Малин, вул. Грушевського                                                                      | 1972      | —                                                                                      | № 388 від 06.09.1976 р.                 |      |
| 7.   | 1643            | Курган безсмертя. | м. Малин, у парку культури                                                                       | 1972      | Ляшевич Д., Яцюк О., Кульганек В.                                                      | № 388 від 06.09.1976 р.                 |      |
| 8.   | 2514            | Пам'ятник воїнам-визволителям. | м. Малин, у парку культури                                                                       | 1979      | —                                                                                      | № 22 від 21.01.1983 р.                  |      |
| 9.   | 2628            | Пам'ятник партійно-комсомольському підпіллю. | м. Малин, у парку культури                                                                       | 1984      | Лисенко Б., Чепелик В., Олексієнко М., Орехов Б., Тищенко В., Абрамов О., Гордієнко В. | № 52 від 04.02.1985 р.                  |      |
| 10.  | 2845            | Група могил (15) радянських воїнів. | м. Малин, вул. Городищенська, на кладовищі                                                       | 1985р     | —                                                                                      | № 390 від 08.10.1992 р.                 |      |
| 11.  | 2846            | Пам'ятний знак на честь Гамарника Я. Б. | м. Малин, на території паперової фабрики.                                                        | 1985      | —                                                                                      | № 390 від 08.10.1992 р.                 |      |
| 12.  | 3133            | Пам'ятний знак на місці загибелі сем'ї Сосніних. | м. Малин, вул. Суворова,14                                                                       | 1996      | —                                                                                      | № 616 від 29.09.1999 р.                 |      |
| 13.  | 3135            | Пам'ятний знак на честь викладачів та студентів, які загинули під час ВВВ. | м. Малин, Гамарня, лісотехнікум.                                                                 | 1997      | —                                                                                      | № 616 від 29.09.1999 р.                 |      |
| 14.  | 3134            | Пам'ятний знак на честь загиблих працівників міліції. | м. Малин, вул. Ворошилова, 16                                                                    | 1997      | —                                                                                      | № 616 від 29.09.1999 р.                 |      |
| 15.  | 2630            | Пам'ятник воїнам-визволителям. | м. Малин, площа 60-річчя СРСР                                                                    | 1978      | —                                                                                      | № 52 від 04.02.1985 р.                  |      |
| 16.  | 1638            | Братська могила радянських воїнів та пам'ятник воїнам-односельчанам. Кількість похованих невідома. | с. Баранівка, Пиріжківська с/р, в центрі села.                                                   | 19651970  | Максименко Я. О.                                                                       | № 388 від 06.09.1976 р.                 |      |
| 17.  | 2159            | Братська могила радянських воїнів та пам'ятник воїнам-односельчанам. Поховано 26 чол. | с. Барвінки, Барвінківська с/р, в центрі села.                                                   | 1965      | —                                                                                      | № 559 від 26.12.1979 р.                 |      |
| 18.  | 2623            | Братська могила радянських воїнів. Кількість похованих невідома. | с. Будо-Вороб'ї, Будовороб'ївська с/р.                                                           | 1979      | —                                                                                      | № 52 від 04.02.1985 р.                  |      |
| 19.  | 803             | Братська могила радянських воїнів. Поховано 17 чол. | с. Буки, Луківська с/р, в центрі села.                                                           | 1956      | —                                                                                      | № 442 від 29.09.1969 р.                 |      |
| 20.  | 809             | Братська могила радянських воїнів. Кількість похованих невідома. | с. Візня, Ворсівська с/р, на кладовищі.                                                          | 1965      | —                                                                                      | № 390 від 08.10.1992 р.                 |      |
| 21.  | 812             | Братська могила радянських воїнів. Кількість похованих невідома. | с. Візня, Ворсівська с/р, на кладовищі.                                                          | 1965      | —                                                                                      | № 390 від 08.10.1992 р.                 |      |
| 22.  | 807             | Братська могила радянських воїнів та пам'ятник воїнам-односельчанам. Поховано 45 чол. | с. Вишів, Вишівська с/р, біля школи.                                                             | 1958      | —                                                                                      | № 442 від 29.09.1969 р.                 |      |
| 23.  | 2624            | Братська могила радянських воїнів. Кількість похованих невідома. | с. Вишнянка, Недашківська с/р                                                                    | 1955      | —                                                                                      | № 52 від 04.02.1985 р.                  |      |
| 24.  | 805             | Братська могила радянських воїнів. Поховано 136 чол. | с. Владівка, Владівська с/р, біля школи.                                                         | 1963      | —                                                                                      | № 442 від 29.09.1969 р.                 |      |
| 25.  | 806             | Група (6) братських могил радянських воїнів. Поховано 678 чол. | с. Ворсівка, Ворсівська с/р, біля Будинку культури.                                              | 1956      | —                                                                                      | № 442 від 29.09.1969 р.                 |      |
| 26.  | 2625            | Пам'ятний знак воїнам-визволителям. | с. Ворсівка, Ворсівська с/р. 0,5 км від села.                                                    | 1973      | —                                                                                      | № 52 від 04.02.1985 р.                  |      |
| 27.  | 3136            | Пам'ятний знак на честь козацької сотні (до 350-річчя визвольної війни під проводом Б. Хмельницького.) | с. Ворсівка, Ворсівська с/р                                                                      | 1997      | —                                                                                      | № 616 від 29.09.1999 р.                 |      |
| 28.  | 808             | Група (5) братських могил радянських воїнів. Поховано 286 чол. | с. Головки, Головківська с/р, в центрі села.                                                     | 1958      | —                                                                                      | № 442 від 29.09.1969 р.                 |      |
| 29.  | 2626            | Пам'ятник воїнам-визволителям. | с. Гранітне, Гранітненська сел. рада                                                             | 1974      | —                                                                                      | № 52 від 04.02.1985 р.                  |      |
| 30.  | 810             | Братська могила радянських воїнів та пам'ятник воїнам-односельчанам. Поховано 57 чол. | с. Діброва, Дібрівська с/р, біля школи.                                                          | 1958—1965 | —                                                                                      | № 442 від 29.09.1969 р.                 |      |
| 31.  | 2160            | Братська могила радянських воїнів. Кількість похованих невідома. | с. Заліски, Скуратівська с/р, на кладовищі.                                                      | 1958      | —                                                                                      | № 559 від 26.12.1979 р.                 |      |
| 32.  | 836             | Братська могила радянських воїнів. Кількість похованих невідома. | с. Зибин, Ворсівська с/р, на кладовищі.                                                          | 1965      | —                                                                                      | № 390 від 08.10.1992 р.                 |      |
| 33.  | 811             | Група (3) братських могил радянських воїнів. Поховано 24 чол. | с. Іванівка, Іванівська с/р, на кладовищі.                                                       | 1959      | —                                                                                      | № 442 від 29.09.1969 р.                 |      |
| 34.  | 1642            | Будинок, в якому народився Міщенко С. М. — учасник громадянської війни. | с. Іванівка, Іванівська с/р, в центрі села.                                                      | 1972      | —                                                                                      | № 388 від 06.09.1976 р.                 |      |
| 35.  | 813             | Група (3) братських могил радянських воїнів, серед яких похований Єгоров О. П. — Герой Радянського Союзу. Поховано 146 чол. | с. Йосипівка, Йосипівська с/р, біля сільради.                                                    | 1958—1975 | —                                                                                      | № 442 від 29.09.1969 р.                 |      |
| 36.  | 814             | Братська могила радянських воїнів. Поховано 390 чол.? | с. Ксаверів, Ксаверівська с/р, на кладовищі.                                                     | 1958      | —                                                                                      | № 442 від 29.09.1969 р.                 |      |
| 37.  | 815             | Братська могила радянських воїнів. Поховано 22 чол. | с. Ксаверів, Ксаверівська с/р, біля сільради.                                                    | 1958      | —                                                                                      | № 442 від 29.09.1969 р.                 |      |
| 38.  | 1645            | Братська могила радянських воїнів. Кількість похованих невідома. | с. Липляни, Йосипівська с/р, на кладовищі.                                                       | 1965      | —                                                                                      | № 390 від 08.10.1992 р.                 |      |
| 39.  | 817             | Братська могила радянських воїнів. Поховано 66 чол. | с. Липляни, Йосипівська с/р, в центрі села.                                                      | 1958      | —                                                                                      | № 442 від 29.09.1969 р.                 |      |
| 40.  | 2161            | Братська могила радянських воїнів та пам'ятник воїнам-односельчанам. Поховано 33 чол. | с. Лісна Колона, Дібрівська с/р, в центрі села.                                                  | 1959      | —                                                                                      | № 442 від 29.09.1969 р.                 |      |
| 41.  | 818             | Братська могила радянських воїнів та пам'ятник воїнам-землякам. Поховано 13 чол. | с. Луки, Луківська с/р, біля клубу.                                                              | 1958—1987 | —                                                                                      | № 442 від 29.09.1969 р.                 |      |
| 42.  | 2627            | Пам'ятний знак на честь 5-ї Армії генерала Потапова М. І. | с. Лумля, Малинівська с/р, 1,5 км від села, на перехресті шляхів Київ — Ковель, Кочерів — Овруч. | 1973      | —                                                                                      | № 52 від 04.02.1985 р.                  |      |
| 43.  | 2844            | Братська могила радянських воїнів. Кількість похованих невідома. | с. Лумля, Малинівська с/р, на кладовищі.                                                         | 1989      | —                                                                                      | № 390 від 08.10.1992 р.                 |      |
| 44.  | 3137            | Пам'ятник воїнам-односельчанам. | с. Любовичі, Любовицька с/р, в центрі села.                                                      | 1985      | —                                                                                      | № 616 від 29.09.1999 р.                 |      |
| 45.  | 822             | Братська могила радянських воїнів та пам'ятник воїнам-односельчанам. Поховано 44 чол. | с. Недашки, Недашківська с/р, біля школи.                                                        | 1958—2011 | —                                                                                      | № 442 від 29.09.1969 р.                 |      |
| 46.  | 1640            | Пам'ятник першим механізаторам. | с. Недашки, Недашківська с/р. Вхід до «Сільгосптехніки.»                                         | 1966      | —                                                                                      | № 388 від 06.09.1976 р.                 |      |
| 47.  | 2631            | Братська могила радянських воїнів. Кількість похованих невідома. | с. Нова Гута, Морозівська с/р                                                                    | 1983      | —                                                                                      | № 52 від 04.02.1985 р.                  |      |
| 48.  | 2162            | Братська могила радянських воїнів. Поховано 15 чол. | с. Нова Діброва, Дібрівська с/р, на кладовищі.                                                   | 1955      | —                                                                                      | № 559 від 26.12.1979 р.                 |      |
| 49.  | 824             | Група (28) братських могил радянських воїнів та пам'ятник воїнам-односельчанам. Поховано 103 чол. | с. Нові Вороб'ї, Нововороб'ївська с/р, в центрі села.                                            | 1956—1970 | Максименко Я. О.                                                                       | № 442 від 29.09.1969 р.                 |      |
| 50.  | 823             | Братська могила радянських воїнів. Поховано 13 чол. | с. Нянівка, Іванівська с/р, в центрі села.                                                       | 1958      | —                                                                                      | № 442 від 29.09.1969 р.                 |      |
| 51.  | 2632            | Пам'ятник спаленому селу. | с. Першотравневе, Старовороб'ївська ? с/р.                                                       | 1980      | —                                                                                      | № 52 від 04.02.1985 р.                  |      |
| 52.  | 1641            | Братська могила радянських воїнів та пам'ятник воїнам-односельчанам. | с. Пиріжки, Пиріжківська с/р, біля сільради.                                                     | 1969—1970 | Максименко Я. О.                                                                       | № 388 від 06.09.1976 р.                 |      |
| 53.  | 2633            | Пам'ятник Петрову В. С. двічі Герою Радянського Союзу. | с. Пиріжки, Пиріжківська с/р, біля шосе Ковель — Київ.                                           | 1975      | —                                                                                      | № 52 від 04.02.1985 р.                  |      |
| 54.  | 2847            | Могила радянського воїна. | с. Пиріжки, Пиріжківська с/р, на кладовищі.                                                      | 1965      | —                                                                                      | № 390 від 08.10.1992 р.                 |      |
| 55.  | 2634            | Братська могила радянських воїнів. Кількість похованих невідома. | с. Привітне, Будо-Вороб'ївська с/р.                                                              | 1972      | —                                                                                      | № 52 від 04.02.1985 р.                  |      |
| 56.  | 835             | Братська могила радянських воїнів. Поховано 247 чол. | с. Пристанційне, Чоповицька сел. рада. (станція Чоповичі)                                        | 1955      | —                                                                                      | № 442 від 29.09.1969 р.                 |      |
| 57.  | 2163            | Братська могила радянських воїнів. Кількість похованих невідома. | с. Репище, Владівська с/р, на кладовищі.                                                         | 1959      | —                                                                                      | № 559 від 26.12.1979 р.                 |      |
| 58.  | 826             | Братська могила радянських воїнів. Поховано 91 чол. | с. Рутвянка, Морозівська с/р, в центрі села.                                                     | 1954      | —                                                                                      | № 442 від 29.09.1969 р.                 |      |
| 59.  | 827             | Братська могила радянських воїнів. Поховано 86 чол. | с. Рутвянка, Морозівська с/р, на кладовищі.                                                      | 1965      | —                                                                                      | № 442 від 29.09.1969 р.                 |      |
| 60.  | 2848            | Могила радянського воїна. | с. Савлуки, Ксаверівська с/р, на кладовищі.                                                      | 1965      | —                                                                                      | № 390 від 08.10.1992 р.                 |      |
| 61.  | 829             | Братська могила радянських воїнів. Поховано 13 чол. | с. Свиридівка, Морозівська с/р, на кладовищі.                                                    | 1958      | —                                                                                      | № 442від 29.09.1969 р.                  |      |
| 62.  | 830             | Група (3) братських могил радянських воїнів. Поховано 34 чол. | с. Скурати, Скуратівська с/р, в центрі села.                                                     | 1965      | —                                                                                      | № 442 від 29.09.1969 р.                 |      |
| 63.  | 2849            | Могила радянського воїна. | с. Слобідка, Слобідська с/р, на кладовищі.                                                       | 1988      | —                                                                                      | № 390 від 08.10.1992 р.                 |      |
| 64.  | 2570            | Пам'ятник воїнам-односельчанам. | с. Слобідка, Слобідська с/р.                                                                     | 1981      | —                                                                                      | № 468 від 29.10.1983 р.                 |      |
| 65.  | 2635            | Братська могила радянських воїнів. Кількість похованих невідома. | с. Українка, Українська с/р, на кладовищі.                                                       | 1949      | —                                                                                      | № 52 від 04.02.1985 р.                  |      |
| 66.  | 831             | Група (3) братських могил радянських воїнів та пам'ятник воїнам-односельчанам. Поховано 143 чол. | с. Українка, Українська с/р, в центрі села.                                                      | 1954      | —                                                                                      | № 442 від 29.09.1969 р.                 |      |
| 67.  | 832             | Братська могила радянських воїнів та пам'ятник воїнам-односельчанам. Поховано 130 чол. | с. Устинівка, Устинівська с/р, в центрі села.                                                    | 1975—1957 | —                                                                                      | № 442 від 29.09.1969 р.                 |      |
| 68.  | 2164            | Братська могила радянських воїнів. Поховано 1 5чол. | с. Федорівка, Федорівська с/р, на кладовищі.                                                     | 1976      | —                                                                                      | № 559 від 26.12.1979 р.                 |      |
| 69.  | 2165            | Братська могила радянських воїнів та пам'ятник воїнам-односельчанам. Поховано 19 чол. | с. Федорівка, Федорівська с/р, в центрі села.                                                    | 1973      | Михайленко В. І.                                                                       | № 559 від 26.12.1979 р.                 |      |
| 70.  | 2850            | Могила Шаталина А. О. — радянського лейтенанта. | с. Федорівка, Федорівська с/р, на кладовищі.                                                     | 1988      | —                                                                                      | № 390 від 08.10.1992 р.                 |      |
| 71.  | 833             | Братська могила радянських воїнів та пам'ятний знак на честь Хмельова П. В. — Героя Радянського Союзу. Поховано 120 чол. | смт Чоповичі, Чоповицька сел. рада, біля контори.                                                | 1959      | —                                                                                      | № 442 від 29.09.1969 р.                 |      |
| 72.  | 834             | Братська могила радянських воїнів, братська могила жертв фашизму (220 чол.) та група (3) одиночних могил радянських воїнів, серед яких поховані Захарченко П. Ф. та Вайсер В. С. — Герої Радянського Союзу. Загальна кількість похованих невідома. | смт Чоповичі, Чоповицька сел. рада, вул. Леніна,2                                                | 1997—1975 | —                                                                                      | № 442 від 29.09.1969 р.                 |      |
| 73.  | 834(а)          | Могила Захарченка П. Ф. — Героя Радянського Союзу. | смт Чоповичі, Чоповицька сел. рада, у парку відпочинку.                                          | 1975      | —                                                                                      | № 42 від 29.09.1969 р.                  |      |
| 74.  | 834(б)          | Могила Вайсера В. З. — Героя Радянського Союзу. | смт Чоповичі, Чоповицька сел. рада, у парку відпочинку.                                          | 1975      | —                                                                                      | № 442 від 29.09.1969 р.                 |      |
| 75.  | 2166            | Братська могила радянських воїнів та пам'ятник воїнам-односельчанам. Поховано 8 чол. | с. Шевченкове, Шевченківська с/р, на кладовищі.                                                  | 1959—1988 | —                                                                                      | № 442 від 29.09.1969 р.                 |      |
| 76.  | 2851            | Братська могила радянських воїнів та пам'ятник воїнам-односельчанам. Кількість похованих невідома. | с. Щербатівка, Слобідська с/р, на кладовищі.                                                     | 1985      | —                                                                                      | № 390 від 08.10.1992 р.                 |      |
| 77.  | 2636            | Братська могила радянських воїнів. Кількість похованих невідома. | с. Юрівка, Малинівська с/р.                                                                      | 1958      | —                                                                                      | № 52 від 04.02.1985 р.                  |      |
| 78.  | 839             | Братська могила радянських воїнів. Кількість похованих невідома. | с. Ялцівка, Любовицька с/р, на кладовищі.                                                        | 1956      | —                                                                                      | № 442 від 29.09.1969р                   |      |
| 79.  | 837             | Братська могила радянських воїнів. Поховано 37 чол. | с. Ярочище, Дібрівська с/р, в центрі села.                                                       | 1958      | —                                                                                      | № 442 від 29.09.1969 р.                 |      |
|      |                 | |                                                                                                  |           |                                                                                        |                                         |      |